# Шин Којамада
Шин Којамада (јап. 小山田　真) је јапански глумац, рођен 10. март 1982. године у Окајамау (Јапан).

## Филмографија
| Улоге Шин Којамада |                  |               |       |          |
| Година             | Српски назив     | Изворни назив | Улога | Напомена |
| 2003.              | Последњи самурај |               |       |          |